# Johnny Kongsbøg
Johnny Kongsbøg, född 1 december 1966, är en dansk före detta fotbollsspelare.

## Karriär
Kongsbøg spelade för danska KB. Mellan 1992 och 1994 spelade han för Landskrona BoIS i Allsvenskan och Division 1. Säsongen 1995/1996 spelade Kongsbøg för Herfølge BK.